# La Sierra (ort i Colombia, Cauca, lat 2,18, long -76,76)
La Sierra är en ort i Colombia.   Den ligger i departementet Cauca, i den sydvästra delen av landet, 400 km sydväst om huvudstaden Bogotá. La Sierra ligger 1 776 meter över havet och antalet invånare är 2 129.
Terrängen runt La Sierra är kuperad åt nordväst, men åt sydost är den bergig. Runt La Sierra är det ganska glesbefolkat, med 40 invånare per kvadratkilometer. Närmaste större samhälle är La Vega, 19,2 km söder om La Sierra. I omgivningarna runt La Sierra växer i huvudsak städsegrön lövskog.